# Peroryctes raffrayana
Peroryctes raffrayana, conhecido como bandicoot-de-rafray(a), é uma espécie de marsupial da família Peramelidae, encontrada na Indonésia e Papua-Nova Guiné.

## Subespécies
- P. r. raffrayana (Milne-Edwards, 1878) – grande parte da Nova Guiné, incluindo a ilha de Japen.
- P. r. rothschildi (Forster, 1913) – Península de Huon.